# Pułk Lekkiej Kawalerii płk. Walentego Kwaśniewskiego
Pułk Lekkiej Kawalerii płk. Walentego Kwaśniewskiego – polski oddział kawalerii wchodzący w skład wojsk powstańczych okresu insurekcji kościuszkowskiej.

## Formowanie i walki
Pułk sformowany został w pierwszej połowie września na terenie województwa lubelskiego przez płk. Walentego Kwaśniewskiego. W tym czasie z batalionu piechoty Kwaśniewskiego do nowo formowanej jednostki wydzielono szeregowych i podoficerów mających konie i uzupełniono ją miejscowym rekrutem. 16 września pułk liczył 300 konnych. 13 października posiadał już tylko 60 jezdnych. Po przybyciu na Pragę został on powtórnie  złączony z pieszym batalionem Kwaśniewskiego .

## Żołnierze pułku
Organizatorem pułku był płk. Walenty Kwaśniewski. Rzeczywistym dowódcą jednostki do chwili jego dezorganizacji był mjr Dominik Hoszkiewicz. Rotmistrzem był Mikołaj Balicki, a adiutantem por. Kacper Skirmunt. W szwadronach pełnili służbę: por. Józef Siemiaszko, ppor. Stanisław Rościszewski i chor. Jan Ciborowski; kwatermistrzem pułku był Kacper Egerdorf, a audytorem – por. Antoni Radziszewski